# Giuseppe Togni

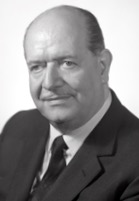
Giuseppe Togni

Giuseppe Togni (* 5. Dezember 1903 in Pontedera, Provinz Pisa; † 24. Juni 1981 in Rom) war ein italienischer Politiker der Christdemokratischen Partei DC (Democrazia Cristiana), der von 1946 bis 1948 Mitglied der Verfassunggebenden Versammlung (Assemblea Costituente), zwischen 1948 und 1968 Mitglied der Abgeordnetenkammer (Camera dei deputati) sowie von 1968 bis 1976 Mitglied des Senats (Senato della Repubblica) war. Ferner war er zwischen 1952 und 1956 Mitglied des Europäischen Parlamentes. Togni bekleidete zahlreiche Ministerämter und war 1947, 1951 und 1963 Minister für Industrie und Handel, von 1947 bis 1948 Minister ohne Geschäftsbereich, 1953 Verkehrsminister, 1957 Minister für staatliche Beteiligungen, zwischen 1957 und 1960 Minister für öffentliche Arbeiten sowie von 1973 bis 1974 Minister für Post und Telekommunikation. 

## Leben

### Mitglied der Verfassunggebenden Versammlung und der Abgeordnetenkammer, Minister
Giuseppe Togni war als Wirtschaftsmanager und Universitätsdozent für Arbeitsrecht und Arbeitsgesetzgebung an der Universität La Sapienza tätig sowie Mitglied des Nationalrates (Consulta Nazionale). Bei der Wahl am 2. Juni 1946 wurde er für die Christdemokratische Partei DC (Democrazia Cristiana) im Wahlkreis XVI Pisa zum Mitglied der Verfassunggebenden Versammlung (Assemblea Costituente) gewählt und gehörte dieser bis zum 31. Januar 1948 an. In dieser Zeit war er zwischen dem 19. Juli 1946 und 22. Februar 1947 Mitglied der Verfassungskommission (Commissione per la Costituzione). Er übernahm am 6. Februar 1947 im Kabinett De Gasperi III sein erstes Regierungsamt und fungierte bis zum 31. Mai 1947 als Unterstaatssekretär im Ministerium für Arbeit und Soziale Sicherheit (Sottosegretario di Stato al Lavoro e previdenza sociale). Im Anschluss war er im Kabinett De Gasperi IV zunächst vom 31. Mai bis zu seiner Ablösung durch Roberto Tremelloni am 15. Dezember 1947 Minister für Industrie und Handel (Ministro dell’ Industria e commercio) sowie im Anschluss zwischen dem 15. Dezember 1947 und dem 23. Mai 1948 Minister ohne Geschäftsbereich beim Präsidenten des Ministerrates (Ministro senza Portofoglio del Presidenza del Consiglio dei ministri).
Er war des Weiteren von Oktober 1946 bis Februar 1970 Präsident des Italienischen Verbandes der Direktoren und Führungskräfte CIDA (Confederazione italiana dei dirigenti e delle alte professionalità) sowie Präsident des Internationalen Verbandes der Unternehmensleiter CIC (Confederazione internazionale dirigenti azienda).

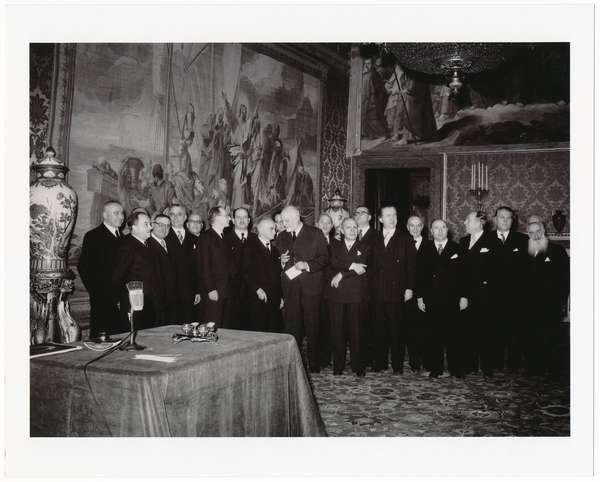
Das Kabinett De Gasperi VI (1950)

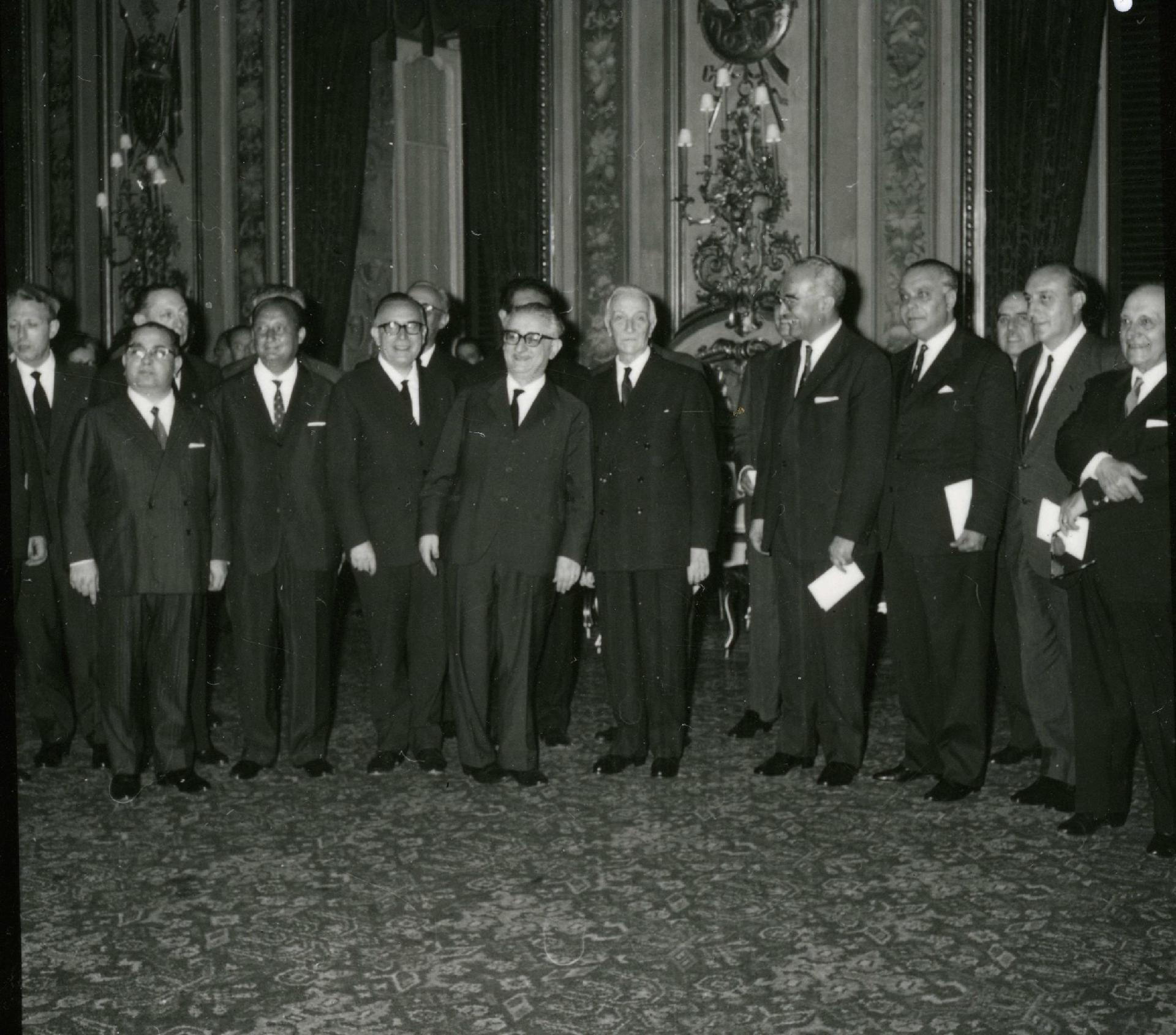
Das Kabinett Leone I (1963)

Bei den Wahlen am 18. April 1948 wurde Togni für die DC erstmals für Pisa zum Mitglied der Abgeordnetenkammer (Camera dei deputati) gewählt. In der ersten Legislaturperiode (1948 bis 1953) war er zwischen dem 15. Juni 1948 und dem 24. Juni 1953 Mitglied der Kommission für Industrie und Handel (X Commissione (Industrie e Commercio)) und war vom 15. Juni 1948 bis zum 27. Januar 1950 auch Präsident dieser Kommission. Daneben fungierte er zwischen dem 14. Juli 1948 und dem 26. Januar 1950 als Präsident des Rates für Handels- und Zollvorschriften (Giunta per i Trattati di Commercio e la Legislazione Doganale) sowie vom 12. Dezember 1949 bis zum 24. Juni 1953 als Präsident der Sonderkommission für Gesetzesentwürfe Nr. 928 und 929 für Theater und Kinos (Commissione speciale per l’Esame e l’Approvazione dei Disegni di Legge sul Teatro e sulla Cinematografia No. 928 e 929). Im Kabinett De Gasperi VI fungierte er vom 27. Januar bis 26. Juli 1951 abermals als Minister für Industrie und Handel. Er war ferner zwischen 1952 und 1956 Mitglied des Europäischen Parlamentes.
Togni wurde bei den Wahlen am 7. Juni 1953 wiedergewählt und war in der 2. Legislaturperiode (1953 bis 1958) vom 1. Juli 1953 bis zum 30. Juni 1956 Mitglied der Kommission für Inneres (I Commissione (Affari Interne)) sowie daraufhin zwischen dem 1. Juli 1956 und dem 11. Juni 1958 erneut Mitglied der Kommission für Industrie und Handel. Im Kabinett De Gasperi VIII fungierte er zwischen dem 16. Juli und dem 17. August 1953 Verkehrsminister (Ministro dei Trasporti). Im Anschluss war er vom 5. Oktober 1956 bis zum 2. März 1957 Präsident der Sonderkommission für die Prüfung der Gesetzgebungen Nr. 2453 und 2454 und andere Gesetzesvorschläge für den Süden. Im Kabinett Segni I bekleidete er zwischen dem 2. März und dem 19. Mai 1957 das Amt als Minister für staatliche Beteiligungen (Ministro delle Partecipazioni Statali) und war anschließend vom 19. Mai 1957 bis zum 1. Juli 1958 im Kabinett Zoli Minister für öffentliche Arbeiten (Ministro dei Lavori Pubblici).
Bei den Wahlen am 25. Mai 1958 wurde Giuseppe Togni für die DC im Wahlkreis Pisa erneut zum Mitglied der Abgeordnetenkammer gewählt. Er war in der dritten Legislaturperiode (1958 bis 1963) zwischen dem 12. Juni 1958 und dem 30. Juni 1961 zunächst weiterhin Mitglied der Kommission für Industrie und Handel sowie danach vom 1. Juli 1961 bis zum 15. Mai 1963 Mitglied der Kommission für Auswärtiges (III Commissione (Esteri)). Daneben war er weiterhin Minister für öffentliche Arbeiten im Kabinett Fanfani II (1. Juli 1958 bis 15. Februar 1959), im Kabinett Segni II (15. Februar 1959 bis 25. März 1960) sowie im Kabinett Tambroni (25. März bis 26. Juli 1960). Des Weiteren war er zwischen dem 27. Juni 1962 und dem 15. Mai 1963 Präsident der Sonderkommission für die Prüfung des Gesetzes Nr. 3906 zur Gründung von Elektrizitätswerken und Übertragung von Unternehmen der Elektrizitätsindustrie.
Giuseppe Togni wurde für die DC im Wahlkreis Pisa bei den Wahlen am 28. April 1963 noch einmal zum Mitglied der Abgeordnetenkammer gewählt. Im Kabinett Leone I übernahm er zwischen dem 21. Juni und dem 4. Dezember 1963 wieder als Minister für Industrie und Handel. Danach war er in der vierten Legislaturperiode (1963 bis 1968) vom 4. Dezember 1963 bis zum 4. Juni 1968 weiterhin Mitglied der Kommission für Auswärtiges.

### Senator und Rückkehr in die Regierung

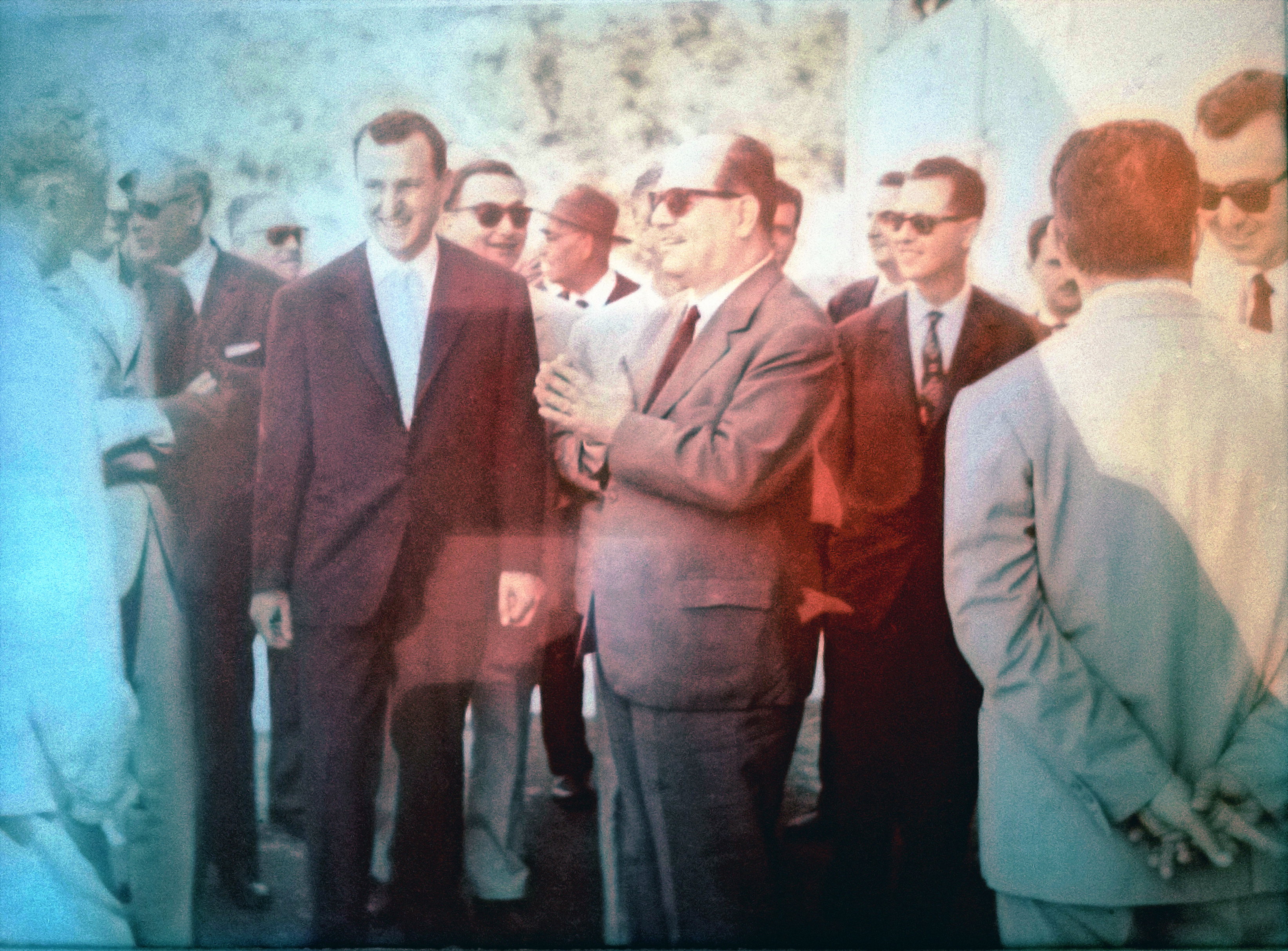
Minister Giuseppe Togni (Mitte) bei einem öffentlichen Auftritt (21. Juni 1959).

Nach zwanzigjähriger Mitgliedschaft in der Abgeordnetenkammer wurde Togni bei den Wahlen am 19. und 20. Mai 1968 für die Region Toskana erstmals zum Mitglied des Senats (Senato della Repubblica) gewählt. In der fünften Legislaturperiode (1968 bis 1972) fungierte er zwischen dem 5. und 17. Juli 1968 zunächst als Mitglied sowie im Anschluss vom 18. Juli 1968 bis zum 24. Mai 1972 als Präsident der Ständigen Kommission für öffentlichen Arbeiten, Verkehr, Post und Telekommunikation sowie Handelsmarine (7ª Commissione permanente (Lavori pubblici, Trasporti, Poste e Telecommunicazione e Marina Mercantile)). Daneben war er zwischen dem 22. Juni 1971 und dem 24. Mai 1972 als Mitglied der Sonderkommission für ökologische Probleme (Commissione speciale per i problemi ecologici) sowie zudem vom 15. März bis zum 24. Mai 1972 als Mitglied der Parlamentarischen Kommission zur Stellungnahme an die Regierung zur delegierten Bauordnung (Commissione parlamentare per il parere al governo sulle norme delegate in materia di edilizia).
Togni wurde bei den Wahlen am 7. Mai 1972 wieder zum Mitglied des Senats gewählt und gehörte diesem bis zum 4. Juni 1976 an. Während der sechsten Legislaturperiode (1972 bis 1976) war er vom 4. bis zum 10. Juli 1972 erst Mitglied und danach zwischen dem 11. Juli 1972 und dem 5. Juli 1973 Präsident der Ständigen Kommission für öffentliche Arbeiten und Kommunikation (8ª Commissione permanente (Lavori pubblici, comunicazioni)), ehe er vom 6. Juli bis zum 24. September 1973 wieder Mitglied dieser Kommission war. Zudem war er zwischen dem 25. September 1973 und dem 8. April 1974 wieder Mitglied der Sonderkommission für ökologische Probleme.
Nach zehn Jahren kehrte Togni in die Regierung zurück und war vom 6. Juli 1973 bis zum 13. März 1974 im Kabinett Rumor IV sowie anschließend zwischen dem 14. März und dem 22. November 1974 im Kabinett Rumor V Minister für Post und Telekommunikation (Ministro delle poste e delle telecomunicazioni). Zugleich war er vom 25. September 1973 bis zum 8. April 1974 Mitglied der Ständigen Kommission für Finanzen und Schatz (6ª Commissione permanente (Finanze e tesoro)), zwischen dem 9. April und dem 12. Dezember 1974 Mitglied der Ständigen Kommission für Justiz (2ª Commissione permanente (Giustizia)) sowie schließlich vom 13. Dezember 1974 bis zum 4. Juli 1976 Mitglied der Ständigen Kommission für Verfassungsangelegenheiten (1ª Commissione permanente (Affari Costituzionali)).

## Veröffentlichungen
- Atti del Convegno dei dirigenti presso la Fiera del Levante, Bari, 23 settembre 1957, Rom 1958
- Economia e Stato, Rom 1967
- Linee fondamentali di studio per una piano di sviluppo della Toscana, Rom 1967
- Rinnovato impegno dei cattolici e della D. C. nella società italiana. Lucca, Teatro del Giglio, Convegno di studio della Democrazia Cristiana, 28-29-30 aprile 1967, Lucca 1967